# Fly on the Wall
Fly on the Wall er et album af det australske hårde rock band AC/DC som blev udgivet i juni 1985. Fly on the Wall blev indspillet fra november 1984 til februar 1985 i Mountain Studios i Montreux, Schweiz. Det var det første album med den nye trommeslager Simon Wright der afløste Phil Rudd i 1983. Albummet nåede plads 7 i Storbritannien og plads 32 i USA. Fly on the Wall blev genudgivet som en del af AC/DCs kvalitetsforbedret serier.   

## Spor
1. "Fly on the Wall" – 3:43
2. "Shake Your Foundations" – 4:10
3. "First Blood" – 3:40
4. "Danger" – 4:22
5. "Sink the Pink" – 4:14
6. "Playing With Girls" – 3:44
7. "Stand Up" – 3:53
8. "Hell or High Water" – 4:31
9. "Back in Business" – 4:22
10. "Send for the Man" – 3:26

- Alle sangene er komponeret af Angus Young, Malcolm Young, og Brian Johnson.

## Musikere
- Brian Johnson – Vokal
- Angus Young – Lead guitar
- Malcolm Young – Rytmeguitar, bagvokal
- Cliff Williams – Bas, bagvokal
- Simon Wright – Trommer

## Fodnoter
1. ↑  Steve Huey. "Fly on the Wall > Overblik". All Media Guide. Arkiveret fra originalen 11. april 2020. Hentet 2007-06-09.